# Копинський сільський округ (Хромтауський район)
Копи́нський сільський округ (каз. Қопа ауылдық округі, рос. Копинский сельский округ) — адміністративна одиниця у складі Хромтауського району Актюбінської області Казахстану. Адміністративний центр — село Копа.
Населення — 1263 особи (2021; 1391 у 2009, 2146 у 1999, 2056 у 1989).
Станом на 1989 рік існувала Копинська сільська рада (села Алдаберген, Бажир, Копа, Молодіжне). Село Амангельди  ліквідовано 2012 року.

## Склад
До складу округу входять такі населені пункти:
| Населений пункт    | Колишні назви | Населення, осіб (1989) | Населення, осіб (1999) | Населення, осіб (2009) | Населення, осіб (2021) |
| ------------------ | ------------- | ---------------------- | ---------------------- | ---------------------- | ---------------------- |
| Алдаберген, село   | -             | 254                    | -                      | -                      | -                      |
| Бажир, село        | -             | 382                    | -                      | -                      | -                      |
| Копа, село         | -             | 852                    | 1226                   | 784                    | 723                    |
| --Амангельди, село | -             | -                      | 105                    | 30                     | -                      |
| Тамди, село        | Молодіжне     | 568                    | 815                    | 577                    | 540                    |